# جايسون ديزي
جايسون ديزي (30 سبتمبر 1974 بمنيابولس في الولايات المتحدة - ) (بالإنجليزية: Jason Daisy)‏ هو مدرب كرة سلة ولاعب كرة سلة أمريكي في مركز هجوم خلفي.

## وصلات خارجية
- جايسون ديزي على موقع كرة السلة الأوروبية.كوم (الإنجليزية)
- جايسون ديزي على موقع كلية كرة السلة في سبورتس رفرنس.كوم (الإنجليزية)